# Gerris buenoi
Gerris buenoi és una espècie de sabater que pertany a la família Gerridae. Es va identificar per primera vegada el 1911 i és originari dels Estats Units i Canadà. Els individus adults d'aquesta espècie són de mida petita i tenen extremitats modificades que els permeten flotar i desplaçar-se "patinant" per la superfície de l'aigua. G. buenoi es pot trobar a prop de la riba d'estanys d'aigua dolça i petits estanys, on s'alimenten caçant insectes que cauen a l'aigua.
G. buenoi és un hemípter aquàtic que sovint viu en aigües lentes i tranquil·les a l'Amèrica del Nord. Els membres de Gerridae tenen preferències d'hàbitat molt diverses, des de l'oceà obert fins a petits llacs i rierols. G. buenoi està adaptat a aigua dolça i es troba generalment vora la riba. Es considera una espècie d'hàbitat generalista, però sovint prefereix entorns sense altres espècies aquàtiques. Els membres d'aquesta espècie són molt abundants durant la primavera i principis d'estiu, però el nombre disminueix a la tardor.

## Comportament i característiques físiques

### Morfologia
G. Buenoi és morfològicament molt semblant a G. incurvatus. Els individus adults fan uns 8-10 mm de llargada. Com la majoria de gèrrids, l'espècie presenta polimorfisme en la longitud de l'ala, variable en funció de l'estació i les condicions ambientals. Les femelles són més grosses que els mascles. L'espècie és hemimetàbola i té cinc estadis larvaris. El cinquè estadi de G. buenoi es distingeix d'altres membres de Gerridae per marques pàl·lides i en forma de fletxa presents al seu mesotòrax. Els sabaters han desenvolupat potes mitjanes allargades (en comparació amb les potes posteriors i anteriors) com a adaptacions a viure a la superfície de l'aigua. Les seves potes davanteres són curtes, i útils per a la captura de preses.

### Locomoció
G. buenoi utilitza el segon parell de potes per a propulsar-se per la superfície de l'aigua, mentre que les potes posteriors actuen com a "timons" per controlar la direcció del moviment. La gran dispersió de les cames permet una major dispersió del pes, facilitant la flotabilitat dels individus. Els tarsis tenen pèls repel·lents a l'aigua que impedeixen la submersió, i disposen de mecanoreceptors a les extremitats que els orienten en la direcció dels estímuls detectant les ones a l'aigua.

## Mètodes d'alimentació

### Dieta i depredadors
G. buenoi és una espècie depredadora, alimentant-se principalment d'altres insectes. Presenta una alimentació oportunista, ja que la dieta sovint consisteix en preses petites que han caigut a l'aigua. Els individus s'ajuden de les potes davanteres per atrapar la presa i traslladar-se a un lloc segur abans de consumir-les amb peces bucals perforants/succionadores. Les preses més grans són sovint l'objectiu de grups d'individus que se n'alimenten alhora. Els depredadors comuns de G. buenoi inclouen aranyes pescadores, larves d'escarabats de busseig, nàiades de libèl·lules, entre d'altres. L'espècie és hoste d'alguns paràsits, com àcars d'aigua i vespes.

### Canibalisme
Si bé la depredació per part d'altres artròpodes és el principal motiu de mortalitat en G. buenoi, és freqüent la depredació d'altres individus de la mateixa espècie. Així, les larves de primer i segon estadi de desenvolupament són especialment propenses al canibalisme entre individus de la mateixa cohort. L'escassetat d'aliment augmenta la freqüència de canibalisme.

## Reproducció
Els individus de G. buenoi viuen aproximadament un any. Individus adults sobreviuen als mesos d'hivern entrant en diapausa, i ponen ous a la primavera. L'espècie presenta cinc estadis larvaris, tardant aproximadament dos mesos en arribar a l'edat adulta. Les femelles solen pondre els ous a la part inferior de la vegetació aquàtica. Les femelles controlen la majoria de les interaccions d'aparellament a causa de la seva gran mida. És comuna, i els mascles assetgen sovint les femelles si es troben en gran proporció en una població. Les femelles accepten múltiples intents d'aparellament al llarg de l'estació.

### Busseig
Com altres caminants aquàtics, G. buenoi pot descansar sota l'aigua com a mecanisme de termoregulació. Durant l'hivern, quan la temperatura de l'aigua és més elevada que la de l'aire, els individus poden submergir-se temporalment a l'aigua per protegir-se del fred. Els dos sexes presenten aquest comportament, però resulta especialment beneficiós per a les femelles, ja que augmenta la velocitat de desenvolupament de les gònades i la taxa de producció d'ous.

### Selecció sexual
La falta d'alimentació en femelles és el principal factor limitant de la taxa d'aparellament a G. buenoi. Quan les femelles passen llargs períodes sense menjar, la taxa d'aparellament disminueix al voltant del 50%. De manera semblant a altres espècies, les femelles de G. buenoi prefereixen els mascles de mida gran. En situacions en què el menjar noa bunda, els mascles petits es troben en desavantatge. En la mateixa situació, les femelles es tornen reticents a aparellar-se a causa de l'elevada despesa energètica que comporta, i són només els mascles grans i ben alimentats que aconsegueixen aparellar-se malgrat les reticències femenines.